# Stráňany (district de Stará Ľubovňa)
Stráňany (allemand : Vorwerk in der Zips ) est un village de Slovaquie situé dans la région de Prešov.

## Histoire
Première mention écrite du village en 1343.

## Démographie

### Évolution de la population
| Année:               | 1994. | 2004.    | 2014. | 2024.   |
| -------------------- | ----- | -------- | ----- | ------- |
| Nombre de personnes: | 231   | 194      | 194   | 180     |
| Différence:          |       | -16,01 % | +0 %  | -7,21 % |

| Année:               | 2023. | 2024.   |
| -------------------- | ----- | ------- |
| Nombre de personnes: | 182   | 180     |
| Différence:          |       | -1,09 % |